# Antonio Martino
Antonio Martino, italijanski pedagog, ekonomist in politik, * 22. december 1942, Messina, † 5. marec 2022, Rim.
Martino je bil minister za zunanje zadeve Italije (1994-1995) in  minister za obrambo Italije (2001-2006).